# Musafiri din viitor

Curios, Kolya (Aleksei Fomkin) apăsă câteva butoane și activează dispozitivul care-l transferă într-un alt loc.

Musafiri din viitor (1985) (titlu original: în rusă Гостья из будущего, transliterat: Gostia iz budușcego) este un film științifico-fantastic rusesc în cinci părți. Scenariul se bazează pe romanul Următorii o sută de ani - Сто лет тому вперёд scris de Kir Bulîciov. În film interpretează Natalia Guseva în rolul Alisei Selezniova, o fată din viitor care călătorește în prezent și Aleksei Fomkin în rolul lui Kolia Gerasimov, un băiat din prezent care călătorește spre viitor.
Seria a avut un mare succes în Uniunea Sovietică și este re-transmisă, în prezent, de televiziunile în limba rusă.

## Rezumat
Doi elevi, Kolya și Fima, urmăresc o misterioasă și ciudată femeie până într-o casă părăsită. Când intră în casă, cei doi pierd urma femeii, dar în pimnița goală a casei Kolya descoperă o ușă secretă care duce către o altă cameră cu un dispozitiv tehnic. Curios, Kolya apăsă câteva butoane și activează dispozitivul care-l transferă într-un alt loc. Filmul dezvăluie că acest loc este un institut de cercetare temporală. Angajații se întorc din călătoriile lor din diferite perioade de timp și aduc diverse artefacte care sunt inventariate de către Werther, un android care are o pasiune secretă pentru o străină al cărei nume este Polina.